# Borgia (bande dessinée)
Pour les articles homonymes, voir Borgia (homonymie).
Borgia est une série de bande dessinée, écrite par Alejandro Jodorowsky et dessinée par Milo Manara. Elle raconte la vie romancée du pape Alexandre VI.
La série est complète en 4 tomes. Elle constitue le début de la « trilogie papale » poursuivie par Jodorowsky avec Le Pape terrible, racontant différentes étapes de l’histoire du Vatican entre la fin du XVe et le début du XVIe siècle.

## Description

### Synopsis

#### Tome 1 Du sang pour le Pape
A la fin du XVe siècle, le moine fanatique Jérôme Savonarole harangue et menace les foules de la colère de Dieu dans une Rome livrée à la débauche, à la corruption, au crime et ravagée par la peste.
De son côté, le cardinal Rodrigo Borgia, d’origine catalane, auquel le  Pape Innocent VI a légué tous ces biens, intrigue pour devenir le Vicaire du Christ après la mort prochaine d’Innocent VIII dont il a la faveur. Pour cela, il lui faut écarter ses principaux rivaux, notamment Ascanio Sforza, cardinal de Milan, et le jeune et beau cardinal de Naples, l’homosexuel Julien Della Rovere, ainsi que ses ennemis comme le richissime et colérique Gaspare Malatesta, tout puissant seigneur de Rimini.
Tandis que le Pape se meurt, non sans avoir tenté de prolonger sa misérable existence de vice et de violence en se faisant transfuser du sang de jeunes gens jusqu’à ce qu’ils en meurent, Rodrigo Borgia, assisté de son fidèle Micheletto, tueur sans scrupules, met Vanozza Catani, sa maîtresse, mère de ses quatre enfants, Lucrèce, César, Giovanni et Joffre, à l’abri de l’épidémie. Alors qu'ils fêtent tous ensemble leurs retrouvailles, Giovanni manque de mourir empoisonné par Mauro, un serviteur qui n’est autre qu’un des fils de Malatesta. Mauro est supplicié avec une cruauté inouïe par Borgia et son père jure de le venger. À la veille de la mort du Pape, Borgia va se lancer dans la course à la succession pour laquelle pas moins de vingt-trois cardinaux sont en lice. Pour la mettre à l’abri, Borgia disperse sa famille aux quatre coins du royaume : Lucrèce au couvent de Saint-Sixte, César à Pise, Giovanni à Bassanelle et Joffre chez sa cousine Adriana.
Mal vu de la curie parce qu’il n’est pas italien, il sait que sa tâche ne va pas être facile. Il va compenser ce handicap avec fourberie et brutalité. Il commence ainsi par faire assassiner Gaspare Malatesta et son escorte par son reître Micheletto et ses archers. Ensuite, il soudoie, un à un, les cardinaux du Conclave. Puis, il achète Ascanio Sforza avec l’or et l’argent volé à Malatesta. Après, c’est au tour de Juliano Della Rovere, démoralisé par le massacre de son entourage de mignons, de lui faire allégeance. Enfin, il arrache la dernière voix qui lui manque en convainquant, contre quelques instants passés avec Vanozza, sa propre maîtresse, le vieux cardinal impuissant Gherardi de voter pour lui. Et il peut ainsi enfin se faire sacrer Pape sous le nom d’Alexandre VI.
Pendant ce temps, Lucrèce et Julia Farnèse, sa comparse de débauche au couvent, se livrent au sadisme, au stupre et à la fornication pour tromper leur ennui, jusqu’à ce que Machiavel, le rusé conseiller de son père, vienne chercher Lucrèce pour la ramener enfin à Rome...

#### Tome 2 Le pouvoir et l’inceste
Le Pape Alexandre VI s’inquiète des désordres persistants dans la ville, qui nuisent à son image. Pour restaurer sa popularité, il charge Micheletto, son terrible homme de main, d’assassiner et de crucifier toute la famille Bertoli qui fabrique des saintes et des vierges en plâtre et est unanimement respectée par les petites gens. Puis, il demande à un pauvre hère d’endosser ce crime contre une indulgence, des espèces sonnantes et trébuchantes et un sauf-conduit. Le naïf accepte, avoue et même revendique publiquement son prétendu crime devant la foule horrifiée qui exige qu’il soit supplicié, ce qui est aussitôt fait de manière abominable, à l’occasion d’un grand spectacle au sein même du Colisée. Ensuite, César se livre à une exhibition de son savoir-faire en tuant un taureau, symbole du mal, dans l’arène, sous les acclamations d’une foule en liesse. Ainsi, avec un pape inflexible mais juste, en outre doté d’un fils vaillant et intrépide, la famille Borgia apparaît aux yeux de tous comme l’indispensable protectrice de Rome.
Pendant ce temps, Machiavel, âme damnée du Pape, est venu chercher Lucrèce au couvent Saint-Sixte, car son père, qui manigance un jeu complexe et subtil d’alliances, la destine à Giovanni Sforza, duc de Pesaro et maître de Milan, mariage d’autant plus arrangé que Sforza est homosexuel mais où celui-ci trouve son compte grâce à une dote de 30 000 ducats.
Tandis que, comme d’habitude, ses deux fils César et Giovanni se disputent, le Pape leur ordonne de mettre un terme à leurs querelles en leur faisant valoir que rien n’arrêtera les Borgia tant qu’ils resteront unis. Puis, il intime l’ordre à César de faire l’amour à sa sœur Lucrèce, scellant ainsi par l’inceste un pacte familial indestructible.
Alors que Savonarole, à Florence, monte la population contre ce pape dégénéré, celui-ci hâte le projet de mariage entre Lucrèce et Giovanni Sforza pour faire pièce à Florence. Comme celui-ci est marié à Madeleine de Gonzague, par ailleurs enceinte de son écuyer, il fait assassiner celle-ci par Micheletto. Son projet de mariage de Lucrèce avec Sforza a ainsi désormais le champ libre.
Arrive le jour du mariage, qui s’effectue en grande pompe, en présence de délégations étrangères. Le soir, alors que César et Lucrèce couchent ensemble dans l’indifférence de Sforza, uniquement attiré par les hommes, les soudards de sa suite commencent à mettre Rome à feu et à sang jusqu’à ce que César vienne y mettre bon ordre en terrassant l’un des meneurs, un géant ivre et braillard, sous le regard admiratif et énamouré de sa sœur Lucrèce. Puis, c’est l’orgie, le clou de ces bacchanales étant la consommation en public de cette union, avec un simulacre de dépucelage de Lucrèce par son mari, qui en est bien incapable mais auquel tous croient grâce à un subterfuge. Et le Pape peut déclarer consommé ce mariage qui scelle l’alliance de Rome et de Milan.
C’est alors que Duarte, l’un de ses conseillers, apprend au Pape que Charles VIII, le roi de France vient, à l’instigation du cardinal Julien Della Rovere, de lever une armée colossale pour envahir l’Italie et le déposer au profit du cardinal…

#### Tome 3 Les flammes du bûcher
Le dimanche de Pâques 1494, voilà deux ans qu’Alexandre VI Borgia est Pape. Au cours d’une orgie au Vatican, il fait sans le savoir – car les protagonistes sont masqués – l’amour avec sa fille Lucrèce. À l’issue de cette relation impromptue et qui ne peut avoir de suites, Lucrèce lui vante les charmes de Julia Farnèse, sa cousine et compagne de jeux, toujours enfermée au couvent de Saint-Sixte.
Le Pape et Lucrèce accompagnés de Micheletto vont chercher Julia au couvent dont ils l’extirpent non sans violence et atrocités, les sœurs tentant de s’y opposer et sans plus attendre, dès le voyage du retour à Rome, le Pape peut assouvir sa passion naissante pour Julia. Puis, pour avoir les mains libres, il crève avec un crucifix l’œil du borgne Orzo Orsini, le fils de sa cousine Adriana, fiancé promis à Julia, et le fait enfermer.
Pendant ce temps, Savonarole poursuit à Florence ses prêches enflammés contre ce démon installé sur le trône de Saint Pierre et dresse des bûchers des vanités où disparaissent en fumée des œuvres parfois inestimables comme des tableaux de Botticelli.
Tandis que le Pape intronise son fils César comme cardinal et que Julien Della Rovere complote, la peste frappe Rome, ce qui conduit le Pape à s’enfuir à la campagne avec César et Lucrèce, qu’il menace de faire pendre s’ils continuent de se chamailler et s’avisent de lui désobéir.
Lucrèce, enceinte de César, se rend ensuite chez une sorcière qui lui prépare une potion pour avorter, ce dont les Borgia ont besoin pour faire accuser son mari Sforza d’impuissance, seul prétexte recevable pour faire annuler un mariage devenu inutile.
De retour à Rome, le Pape apprend par son fidèle Duarte que le roi de France s’apprête à le déposer à l’instigation du cardinal Della Rovere et d’Agrippa, un astrologue à son service. Le Pape missionne aussitôt Micheletto pour aller en France, à Vincennes, convaincre ce charlatan de changer de camp. Avec sa brutalité et sa cruauté habituelles, son homme de main à tôt fait de convaincre ce vieux fornicateur sans foi ni loi et cupide. Et peu après, le cardinal Della Rovere, expulsé de France, doit réembarquer pour son pays à Marseille.
Le roi de France envahit l’Italie et, faute de ressources militaires suffisantes, le Pape recourt à des prostituées pour distraire les hordes d’envahisseurs lors de leur entrée dans Rome. D’âpres négociations s’engagent alors entre le Pape et Charles VIII. Au cours de celles-ci, le Pape, pour récupérer Julia Farnèse, prise en otage par Charles VIII, lui livre en échange son fils César qui l’accompagnera avec un trésor considérable, gage de sa bonne foi. De mauvaise grâce, celui-ci ne peut que suivre le roi, non sans le flatter à chacune de ses conquêtes militaires. Puis il s’enfuit, laissant sur place le prétendu trésor qui s’avère n’être que quelques pierres entassées dans des caisses, à la grande fureur du roi de France…

#### Tome 4 Tout est vanité
A Pesaro, au château des Sforza, Lucrèce Borgia et son mari s’insultent et s’étripent. Lucrèce ayant, grâce à Pentasilea son esclave toute dévouée, pris le dessus, il ne reste plus à Giovanni Sforza qu’à s’enfuir au galop chez son oncle, un de ses mignons en croupe.
Entre-temps, le roi de France est arrivé pratiquement sans encombre jusqu’à Naples. Ivre d’orgueil, il entend faire l’ascension du Vésuve, où il trouve la mort dans une éruption de lave, symbole du feu éternel. Machiavel apprend la bonne nouvelle à César, qui va enfin pouvoir sortir de sa cachette, et le persuade qu’il pourrait devenir Pape à la place de son père et – qui sait ? – conquérir ensuite le monde entier.
César galope aussitôt jusqu’au Vatican où il retrouve le Pape en compagnie de son frère Giovanni, qu’il hait car il sait qu’il lui est préféré et avec lequel il se querelle une fois de plus. Le Pape prend clairement position en faveur de Giovanni en révélant brutalement à César qu’il n’est pas son fils mais qu’un vulgaire bâtard issu d’une relation adultérine de sa mère avec un domestique, et confie l’anneau papal à Giovanni, ce qui rend César, déjà jaloux de son frère, absolument fou de rage.
Peu après, on retrouve dans le Tibre le corps de Giovanni - qui avait l’habitude de chercher incognito bonne fortune auprès de jeunes gens pour passer la nuit - une main coupée, ce qui plonge le Pape dans une immense douleur. C’est alors que surgit César qui avoue et même revendique son crime en lui jetant à la face la main de son frère. Le Pape et César se battent puis finissent, sans illusions l’un sur l’autre mais la raison aidant, par se réconcilier pour mieux faire face à leurs ennemis communs. Le Pape transmet ainsi à César l’anneau papal ainsi que les charges de Giovanni et l’autorise à déposer enfin la pourpre cardinalice, qui lui convient si peu et lui pèse.
Pendant ce temps, Lucrèce, au plus mal, accouche par césarienne d’un monstre à deux têtes, l’une ressemblant à son frère César, l’autre à son père le Pape. Et elle meurt après avoir ordonné qu’on tue le fruit pourri de ses entrailles maudites.
Au Château Saint Ange, César, devenu Capitaine général de la Sainte Eglise romaine, après avoir essayé avec morgue son costume d’apparat, reçoit non sans égards Léonard de Vinci, qu’il s’efforce par tous les moyens – absolument tous – de séduire pour qu’il lui conçoive des armes de guerres nouvelles. D’abord réticent, Léonard se laisse circonvenir par les avances de César. Les machines à tuer qu’il met au point donnent à celui-ci la victoire contre les grandes cités rebelles d’Italie, qui tombent l’une après l’autre. Et César, ivre de gloire, peut se croire enfin le roi du monde.
Trois ans plus tard, au fin fond de la Calabre, à Polistena, c’est un Micheletto abattu et désespéré qui vient retrouver sa mère et lui raconter la fin de cette histoire.
César, affligé de la vérole, cache désormais sous un masque la moitié pustuleuse de son visage. Véritable fléau pour les ennemis du Pape, il ravage leurs terres et parachève son triomphe en ramenant Savonarole dans une cage à Rome où le moine fanatique est violé sur un lit de clous par le Pape en personne, son cadavre étant ensuite transporté à Florence pour y être brûlé en place publique. Les Borgia père et fils semblent ainsi avoir gagné.
C’est donc sûr de lui que le Pape se rend à une messe privée, à l’invitation du cardinal Della Rovere. La nuit suivante, il meurt empoisonné par le vin de messe que Della Rovere a pourtant partagé avec lui mais provenant d’une jarre à deux compartiments. Sitôt connue la mort du Pape, les soldats de César se débandent, les princes qu’il avait défaits sont rétablis et Della Rovere, devenu à son tour Pape sous le nom de Jules II, ordonne l’arrestation de César et la confiscation de tous ses biens. César s’enfuit chez le roi de Navarre, qu’il croyait son ami, mais qui le fait assassiner dès son débarquement.
Et Micheletto, désormais sans perspectives et sans espoir, se pend avec sa mère.
Ainsi se termine cette histoire : « Vanitas vanitatum et omnias vanitas ».

## Publication
Les Éditions Albin Michel ont publié Borgia jusqu’au rachat du catalogue de bande dessinée de cet éditeur par Glénat. Par la suite, le label Drugstore l’a continuée et a réédité les premiers tomes.
- Albin Michel : tomes 1 et 2 (première édition des tomes 1 et 2)
- Drugstore : tomes 1 à 4 (première édition des tomes 3 et 4)

### Albums
1. Du sang pour le pape (novembre 2004,  (ISBN 2226155252))
2. Le pouvoir et l’inceste (janvier 2006,  (ISBN 2226166785))
3. Les flammes du bûcher (décembre 2008,  (ISBN 9782356260215))
4. Tout est vanité  (décembre 2010,  (ISBN 9782723470476))